# Argentinische Hockeynationalmannschaft der Damen
Die argentinische Hockeynationalmannschaft der Damen (Spitzname: Las Leonas, dt.: Die Löwinnen) vertritt Argentinien bei internationalen Hockeyturnieren. Die Löwinnen sammelten bisher bei Weltmeisterschaften, Panamerikanischen Spielen, Olympischen Spielen und bei der Champions Trophy über 20 Medaillen.
Aktuell (Juni 2025) steht die Nationalmannschaft in der Weltrangliste auf dem Feld auf Rang 2.

## Geschichte
Hockey kam mit englischen Siedlern am Anfang des 20. Jahrhunderts nach Argentinien. Das erste Frauenteam wurde 1909 offiziell gegründet. 1997 wurde Sergio Vigil, ein früherer Nationalspieler, zum Trainer der Las Leonas gekürt. Unter seiner Trainerschaft erreichten diese ihren ersten WM-Titel, ihre erste olympische Medaille und ihre erste Medaille bei der Champions Trophy. In der Folge kam es zu einem rasanten Popularitätszuwachs. Als bisher einziges Team gewannen sie im Jahr 2000 die Olimpia de Oro (Argentiniens Sportler des Jahres).

### Herkunft des Spitznamens

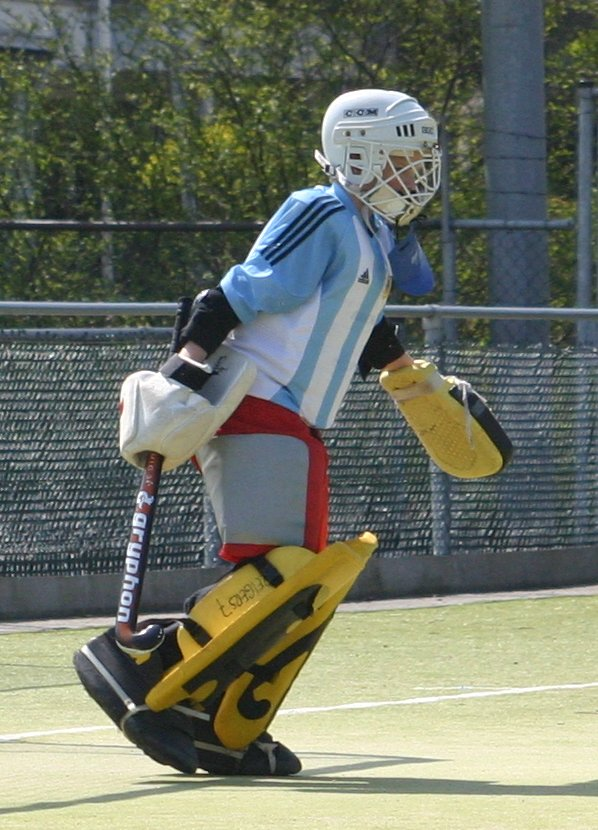
Torhüterin der argentinischen Nationalmannschaft

Durch ihre gesamte Geschichte hat sich die Mannschaft den Ruf erworben, um jedes Spiel zu kämpfen. Aus diesem Grund wählten sie, nach der Qualifikation für die Olympischen Spiele 2000 eine Löwin als Symbol. Ihr zweites Spiel spielten die Argentinierinnen gegen das überragende Team der Niederlande. Dieses Spiel bestritten sie zum ersten Mal mit Löwin auf dem Trikot. Argentinien gewann das Spiel und anschließend die Silbermedaille: Damit waren die Las Leonas geboren.
Der Name folgt einer Tradition argentinischer Nationalmannschaften, sich nach Raubkatzen zu benennen:
Das Männer-Rugby-Team heißt Los Pumas (Die Pumas), die Volleyball-Frauen heißen Las Panteras (Die Pantherinnen).

## Turniere

### Hockey-Weltmeisterschaften
| - 1974 – Mandelieu-la-Napoule, Frankreich – Silber - 1976 – Berlin, Deutschland – Silber - 1978 – Madrid, Spanien – Bronze (mit Belgien) - 1981 – Buenos Aires, Argentinien – Platz 6 - 1983 – Kuala Lumpur, Malaysia – Platz 9 - 1986 – Amsterdam, Niederlande – Platz 7 - 1990 – Sydney, Australien – Platz 9 | - 1994 – Dublin, Irland – Silber - 1998 – Utrecht, Niederlande – Platz 4 - 2002 – Perth, Australien – Gold - 2006 – Madrid, Spanien – Bronze - 2010 – Rosario, Argentinien – Gold - 2014 – Den Haag, Niederlande – Bronze - 2018 – London, Vereinigtes Königreich – Platz 7 - 2022 – Spanien, Niederlande – Silber |

### Olympische Spiele
| - 1980 – Moskau, Sowjetunion – nicht teilgenommen - 1984 – Los Angeles, USA – nicht qualifiziert - 1988 – Seoul, Südkorea – Platz 7 - 1992 – Barcelona, Spanien – nicht qualifiziert - 1996 – Atlanta, USA – Platz 7 - 2000 – Sydney, Australien – Silber | - 2004 – Athen, Griechenland – Bronze - 2008 – Peking, Volksrepublik China – Bronze - 2012 – London, Großbritannien – Silber - 2016 – Rio de Janeiro, Brasilien, – Platz 7 - 2020 – Tokio, Japan – Silber - 2024 – Paris, Frankreich – Bronze |

### FIH Champions Trophy
| - 1987 – Amstelveen, Niederlande- nicht qualifiziert - 1989 – Frankfurt am Main, Deutschland – nicht qualifiziert - 1991 – Berlin, Deutschland – nicht qualifiziert - 1991 – Amstelveen, Niederlande – nicht qualifiziert - 1995 – Mar del Plata, Argentinien – Platz 6 - 1997 – Berlin, Deutschland – nicht qualifiziert - 1999 – Brisbane, Australien – Platz 4 - 2000 – Amstelveen, Niederlande – Platz 4 - 2001 – Amstelveen, Niederlande – Gold - 2002 – Macau, Volksrepublik China – Silber - 2003 – Sydney, Australien – Platz 4 | - 2004 – Rosario, Argentinien – Bronze - 2005 – Canberra, Australien – Platz 4 - 2006 – Amstelveen, Niederlande – Platz 4 - 2007 – Quilmes, Argentinien – Silber - 2008 – Mönchengladbach, Deutschland – Gold - 2009 – Sydney, Australien – Gold - 2010 – Nottingham, England – Gold - 2011 – Amstelveen, Niederlande – Silber - 2012 – Rosario, Argentinien – Gold - 2014 – Mendoza, Argentinien – Gold - 2016 – London, Vereinigtes Königreich – Gold - 2018 – Changzhou, Volksrepublik China – Bronze |

### Panamerikanische Spiele
| - 1987 Indianapolis – Gold - 1991 Havanna – Gold - 1995 Mar del Plata – Gold - 1999 Winnipeg – Gold | - 2003 Santo Domingo – Gold - 2007 Rio de Janeiro – Gold - 2011 Guadalajara – Silber - 2015 Toronto – Silber - 2019 Lima – Gold - 2023 Santiago – Gold |

### Pan American Cup
- 2001 – Kingston, Jamaika – Gold
- 2004 – Bridgetown, Barbados – Gold
- 2009 – Hamilton, Bermuda – Gold
- 2013 – Mendoza, Argentinien – Gold
- 2017 – Lancaster, Vereinigte Staaten – Gold
- 2022 – Santiago, Chile – Gold

## Las Leoncitas
Das U21-Team heißt Las Leoncitas (die kleinen Löwinnen). Sie waren ebenfalls erfolgreich und sind dreifache Weltmeisterinnen und fünffache Gewinnerinnen von Panamerikanischen Medaillen.

### Turniere

#### Weltmeisterschaften
| - 1989 – Ottawa, Kanada – Platz 6 - 1993 – Terrassa, Spanien – Gold - 1997 – Seongnam, Südkorea – Bronze - 2001 – Buenos Aires, Argentinien – Silber | - 2005 – Santiago, Chile – Platz 5 - 2009 – Boston, Vereinigte Staaten – Silber - 2013 – Mönchengladbach, Deutschland – Silber - 2016 – Santiago, Chile – Gold - 2021 – Potchefstroom, Südafrika – Platz 5 - 2023 – Santiago, Chile – Silber |

#### Pan American Championships
| - 1988 – Buenos Aires, Argentinien – Gold - 1992 – Caracas, Venezuela – Gold - 1997 – Santiago, Chile – Gold - 2000 – Bridgetown, Barbados – Gold | - 2005 – San Juan, Puerto Rico – Gold - 2008 – Mexiko-Stadt, Mexiko – Bronze - 2012 – Guadalajara, Mexiko – Gold - 2016 – Tacarigua, Trinidad und Tobago – Gold - 2021 – Santiago, Chile – Platz 5 - 2023 – Bridgetown, Barbados – Silber |